# Precis pelasgis
Precis pelasgis är en fjärilsart som beskrevs av Jean Baptiste Godart 1823. Precis pelasgis ingår i släktet Precis och familjen praktfjärilar. Inga underarter finns listade i Catalogue of Life.